# Латте (футбольний клуб)
Футбольний клуб «Латте» (англ. Latte Football Club) — футбольний клуб із Північних Маріанських Островів, який грає в Маріанській футбольній лізі 1, найвищій футбольній лізі островів. Клуб базується на острові Сайпан. Клуб з моменту заснування мав назву «Тан Холдінг» через спонсорство «Tan Holdings Corporation», і мав цю назву до серпня 2023 року, після чого клуб було перейменовано на «Латте».

## Титули і досягнення
- Чемпіон Північних Маріанських Островів (3): 2015 весна, 2016 весна, 2021 (весна)